# Калиново (Боровский район)
Калиново (укр. Калинове), село, 
Подвысочанский сельский совет,
Боровский район,
Харьковская область.
Код КОАТУУ — 6321083503. Население по переписи 2001 г. составляет 226 (108/118 м/ж) человек.

## Географическое положение
Село Калиново находится в урочище Голубовка у истоков реки Гороховатка, которая через 9 км впадает в Оскольское водохранилище (река Оскол).
Ниже по течению примыкает село  Гавриловка.
От села Калиново до Оскольского водохранилища 3 км.

## История
- 1730 - дата основания[1].

## Экономика
- В селе есть машинно-тракторные мастерские.